# Журавли (Самарская область)
Журавли́ — посёлок в Волжском районе Самарской области России. Входит в состав сельского поселения Воскресенка.

## География
Посёлок находится в центральной части Самарской области, в пределах Низкого Заволжья, в лесостепной зоне, к востоку от автодороги 36Р-069, на расстоянии примерно 14 км (по прямой) к юго-юго-западу (SSW) от города Самара, административного центра района. Абсолютная высота — 126 м над уровнем моря.
Климат
Климат характеризуется как континентальный, с морозной зимой и продолжительным тёплым летом. Среднегодовая температура — 4,4 — 4,8 °C. Среднегодовое количество атмосферных осадков колеблется в диапазоне от 483 мм до 504 мм. Снежный покров в течение 140−160 дней.
Часовой пояс
Посёлок Журавли, как и вся Самарская область, находится в часовой зоне МСК+1. Смещение применяемого времени относительно UTC составляет +4:00.

## Население
| 2010 | 2014 |
| ---- | ---- |
| 762  | ↘732 |

Половой состав
По данным Всероссийской переписи населения 2010 года, в гендерной структуре населения мужчины составляли 44 %, женщины — соответственно 56 %.
Национальный состав
Согласно результатам переписи 2002 года, в национальной структуре населения русские составляли 76 % из 711 чел.